# Олд-Гандред (Північна Кароліна)
Олд-Гандред (англ. Old Hundred) — переписна місцевість (CDP) в США, в окрузі Скотленд штату Північна Кароліна. Населення — 218 осіб (2020).

## Географія
Олд-Гандред розташований за координатами 34°49′28″ пн. ш. 79°35′32″ зх. д. / 34.82444° пн. ш. 79.59222° зх. д. (34.824491, -79.592146).  За даними Бюро перепису населення США в 2010 році переписна місцевість мала площу 2,51 км², уся площа — суходіл.

## Демографія
Згідно з переписом 2010 року, у переписній місцевості мешкало 287 осіб у 99 домогосподарствах у складі 73 родин. Густота населення становила 114 осіб/км².  Було 108 помешкань (43/км²).
Расовий склад населення:
| - 52,3 % — білих - 17,4 % — корінних американців - 17,4 % — чорних або афроамериканців - 3,5 % — осіб інших рас |

До двох чи більше рас належало 9,4 %. Частка іспаномовних становила 5,6 % від усіх жителів.
За віковим діапазоном населення розподілялося таким чином: 33,1 % — особи молодші 18 років, 59,2 % — особи у віці 18—64 років, 7,7 % — особи у віці 65 років та старші. Медіана віку мешканця становила 29,5 року. На 100 осіб жіночої статі у переписній місцевості припадало 97,9 чоловіків;  на 100 жінок у віці від 18 років та старших — 92,0 чоловіків також старших 18 років.
Середній дохід на одне домашнє господарство  становив 18 797 доларів США (медіана — 13 750), а середній дохід на одну сім'ю — 13 585 доларів (медіана — 11 944). За межею бідності перебувало 87,3 % осіб, у тому числі 100,0 % дітей у віці до 18 років та 19,0 % осіб у віці 65 років та старших.
Цивільне працевлаштоване населення становило 36 осіб. Основні галузі зайнятості: освіта, охорона здоров'я та соціальна допомога — 52,8 %, будівництво — 47,2 %.